# مگنولیا، نیوجرسی
مگنولیا (به انگلیسی: Magnolia) شهری در ایالت نیوجرسی کشور ایالات متحده آمریکا است که جمعیت آن در سرشماری سال ۲۰۱۰ میلادی، ۴٬۳۴۱ نفر بوده‌است.